# وکیل‌آباد (قلعه‌گنج)
وکیل‌آباد، روستایی در دهستان سرخ قلعه بخش سرخ قلعه شهرستان قلعه‌گنج در استان کرمان ایران است. این روستا، مرکز دهستان سرخ قلعه است.

## جمعیت
بر پایه سرشماری عمومی نفوس و مسکن در سال ۱۳۹۵، جمعیت این روستا برابر با ۶۰۹ نفر (۱۵۷ خانوار) بوده‌است.